# 여로보암
여로보암(공동번역성서, 개신교), 예로보암(로마가톨릭)(히브리어:  יָרָבְעָם)은 북이스라엘 왕국의 초대 국왕이다. 유다 왕국과는 다른 집안의 사람이다. 여로보암 가문의 1대 왕으로, 뒤에 1세를 붙여 부르기도 한다.
여로보암은 22년간 통치했는데, 윌리엄 F. 올브라이트는 기원전 922년에서 901년으로, 에드윈 R. 틸레는 기원전 931년에서 910년으로 추정하였다.

## 금송아지 전승의 기원
광야의 금송아지 이야기는 여로보암의 이야기와 닮아있다. 여로보암의 아들들은 아론의 아들들인 나답과 아비'후'와 거의 동일한 이름인 나답과 아비'야'였으며, 그는 백성들을 위해 금송아지를 세워 숭배하게 하였다. 학계에서는 광야의 금송아지 이야기가 여로보암의 제사 회복이 여호와 신앙과 일치하지 않는 이유와 반발심으로 구성된 이야기였을 것으로 본다.

## 생애

### 즉위 전
여로보암은 느밧과 과부 스루아의 아들로 스레다 출신의 에브라임 사람이었다. 솔로몬 왕이 밀로 궁을 건설하고 다윗 성의 갈라진 틈을 보수할 때 솔로몬은 여로보암이 강한 용사일 뿐 아니라 열심히 일하는 것을 보고 그를 요셉의 집의 강제 노역의 감독자로 임명하였다. 그때 예루살렘으로 가다가 예언자 아히야를 만나 이스라엘이 남과 북으로 갈라질 것이라는 예언을 들었다. 이 이야기가 솔로몬 왕에게 알려져 죽을 것을 알고 이집트의 왕 시삭에게로 도망쳤다.

### 즉위
기원전 931년경에 솔로몬 왕이 죽자 여로보암은 이집트에서 돌아와 10지파의 지지를 받아 북왕국 이스라엘의 왕이 되었다. 여로보암은 에브라임 산악 지방에서 살다가 세겜을 세우고 거기서 살다가 다시 나와 브니엘을 세웠다. 그런데 북이스라엘 백성이 예루살렘에 올라가 제사드리고 르호보암에게 갈 게 될걸 알고 결국은 자신을 다시 배신하게 될 것이라 생각하고 베델(Bathel)과 단(Dan)에 금송아지를 만들어 백성들을 예루살렘으로 올라가지 못하게 했으며 사제는 레위 제사장들이 아닌 일반 백성들을 임명하였다. 또한 여덟째 달 십오일을 절기로 정해서 유다의 절기와 비슷하게 만들었으나 결국은 온 민족을 우상 숭배의 길로 이끌었다(열왕기상 12:31-33).
어느 날에는 여로보암이 여느 날과 다름없이 베델(Bathel)의 제단 옆에 서서 분향을 하려 하는데 하나님의 사람이 와서 경고를 하고 여로보암의 손을 굳게 만들고 베델(Bathel)의 제단이 무너졌다. 하나님의 사람이 기도하자 손이 다시 회복되었다.

### 죄악
열왕기상 14장에 의하면 이런 일이 있음에도 불구하고 여로보암을 악한 일에서 돌아서지 않고 계속 일반 백성들을 산당의 사제로 임명하였고 원하는 사람 누구에게나 산당의 사제가 되게 하였다. 이로 인해 하나님께서 그를 버려 남왕국 유다와 전투를 벌일 때 크게 패배하여 생전에 그 패배를 회복하지 못했다.
그때 여로보암의 아들 아비야가 병이 들었고 여로보암의 아내는 변장을 하고 하나님의 사람 아히야를 찾아갔다. 늙어서 눈이 잘 보이지 않는 아히야에게 병든 아이의 운명에 대해 물어보려 찾아갔다.
하나님의 계시로 아히야는 여로보암의 아내가 도착하기 전에 변장한 사람이 여로보암의 아내라는 사실을 알아버렸고 여로보암의 아내에게 "여로보암과 이스라엘을 향한 심판의 메시지"를 전한다.
이후 80만 대군을 이끌고 유다 왕국의 아비암과 결전을 치르기도 했으나 에브라임 전투에서 50만 명에 달하는 군사와 영토를 잃었다.